# Крючков, Всеволод Григорьевич
Крючков Всеволод Григорьевич (21 сентября 1925, с. Ломакино, Касимовский уезд Рязанской губернии — 18 июля 2006, Москва) — советский и российский экономикогеограф, один из основателей современной географии сельского хозяйства, ресурсоведения и социально-экономического картографии сельской местности. В сферу научных интересов В. Г. Крючкова входил широкий круг фундаментальных проблем взаимоотношений природной среды и хозяйства, социально-экономических и экологических проблем сельской местности.

## Биография
В 1933 г. поступил в среднюю школу № 1 Московской Окружной железной дороги. В начале войны, вместе со школой был эвакуирован в Рязанскую область, где продолжал учиться в 9-10 классах средней школы рабочего посёлка Тума. С июля 1943 года по май 1945 г. находился в действующей армии на фронтах Великой Отечественной войны. После демобилизации из армии в марте 1946 г. поступил на подготовительное отделение МВТУ им. Н. Э. Баумана, где продолжал обучение на 1 и 2 курсах факультета точной механики и оптики. С 1948 года учился на географическом факультете МГУ, затем в аспирантуре кафедры экономической географии СССР. Научным руководителем курсовых и дипломной работ был проф. Ю. Г. Саушкин, а в аспирантуре — доц. А. Н. Ракитников. В 1956—1959 гг. работал во Всесоюзном НИИ экономики сельского хозяйства в должности и. о. зав. Сектором экономической оценки земель.
В 1959—1960 гг. — научный сотрудник Института комплексных транспортных проблем (ИКТП АН СССР).
В 1958 г. защитил диссертацию на соискание учёной степени кандидата наук на тему: «Вопросы хозяйственного освоения территории дельты Волги», а в 1979 г. — докторскую диссертацию: «Проблемы и методы системного экономико-географического исследования для прогнозирования эффективной территориальной организации сельского хозяйства».
С 1960 по 2006 г. работал на кафедре экономической географии СССР (ныне экономической и социальной географии России) в качестве профессора.

## Вклад в географию
Крючков В. Г. внес значительный вклад в разработку методологии и методики экономико-географических исследований территориальной организации сельского хозяйства и АПК, других сфер хозяйственной деятельности населения в сельской местности. Им создано новое направление исследований в области использования земель и сельскохозяйственной географии на основе разработки и применения методов типологии производства, картографического и математи¬ческого моделирования. В. Г. Крючков впервые применил математическое и картографическое моделирование для раскрытия процессов формирования производственно-территориальных систем сельского хозяйства. Проблемы сельской местности в нашей стране в значительной мере разрабатывались В. Г. Крючковым в связи с изучением и картографированием использования земель, типологией территориальных систем хозяйства и расселения населения, а также — с исследованием социальных и экологических региональных проблем. Теоретические и прикладные аспекты данных работ имеют большое значение для решения продовольственной и экологической проблем России.

## Экспедиции
В. Г. Крючков принимал участие в экспедиционных исследованиях факультета в Прикаспии, Восточном и Северном Казахстане, Алтайском крае.

## Научная деятельность
Научный редактор тома «Типы сельского хозяйства мира» в проекте Программы ООН по окружающей среде (ЮНЕП).
В 1992—1997 гг. принимал участие в исследованиях по программе «Университеты России», как член экспертного совета и научный руководитель программы «Взаимоотношения природной среды и общества».
С 1998 г. — руководитель программы «Оптимизация взаимодействия территориальных систем природной среды и хозяйство для комплексного решения социально-экономических и экологических проблем сельской местности».
С 1985 г. — член комиссии «Продовольственные системы мира» при ООН и ФАО, а с 1986 г. — член-корреспондент комиссии «Устойчивость сельских систем» при Международном географическом союзе. Член редколлегии журнала «Вестник Московского университета. Серия 5, География».

## Основные труды
1. «Природа и сельское хозяйство Волго-Ахтубинской долины и дельты Волги» (1962).
2. «Методы изучения и среднемасштабного картографирования сельскохозяйственного использования земель» (1972).
3. «География сельского хозяйства» (1975).
4. «Территориальная организация сельского хозяйства» (1978).
5. «Производственные типы сельскохозяйственных предприятий» (1979).
6. «Системный подход к исследованию взаимоотношений сельского хозяйства и природной среды» (1982).
7. «Использование земель и продовольственные ресурсы» (1987).
8. «Методологические и методические вопросы экономико-географического изучения территориальной организации хозяйства в сельской местности» (1994).
9. «Использование природного потенциала территории и пути решения продовольственной проблемы России» (1997).
10. «Экономико-географические подходы к изучению территориальных проблем агропромышленной интеграции» (1990).
11. «Технико-экономические основы сельскохозяйственного производства» (1998).
12. «Моделирование взаимодействия природных и производственно-территориальных систем сельского хозяйства» (2000).